# Allessia Claes
Allessia Claes (Hasselt, 19 november 1981) is een Belgisch Vlaams-nationalistisch politica voor de N-VA.

## Levensloop
In 2003 werd ze sociaal assistent aan de Sociale School in Heverlee, sinds 2014 een campus van UCLL. In 2008 behaalde ze een master in het sociaal werk en sociaal beleid aan de KU Leuven.
Claes, afkomstig van Heusden-Zolder, begon haar beroepsloopbaan als adviseur onderzoek en ontwikkeling bij Vormelek-Formelec, het nationale sectorfonds voor de elektrotechnische sector. Daarna was ze adviseur Sociale Zaken op het partijsecretariaat van N-VA in Brussel, waar ze lokale mandatarissen ondersteunde op het vlak van sociaal beleid, OCMW-beleid, inburgering en integratie. Van 2014 tot 2019 werkte ze als raadgever lokaal beleid op het kabinet van Vlaams minister Ben Weyts.
Claes nam een eerste maal deel aan verkiezingen bij de gemeenteraadsverkiezingen van oktober 2012 in haar woonplaats Scherpenheuvel-Zichem. Allessia Claes werd met vier partijgenoten verkozen tot gemeenteraadslid en belandde als fractieleider in de oppositie. Ze was lijsttrekker en kandidaat-burgemeester voor de N-VA bij de gemeenteraadsverkiezingen van oktober 2018 in Scherpenheuvel-Zichem, maar kon de zittende meerderheid niet breken en werd fractieleider voor de vijfkoppige N-VA-fractie in de gemeenteraad. Bij die verkiezingen kwam ze ook op voor de provincieraad vanop een veertiende plaats, maar ze raakte niet verkozen. In gemeenteraadsverkiezingen van oktober 2024 was Claes opnieuw lijsttrekker voor de N-VA in Scherpenheuvel-Zichem. De partij behield haar vijf zetels, maar bleef echter opnieuw in de oppositie.
Ze kwam een eerste maal nationaal op bij de federale verkiezingen van mei 2014 waar ze een twaalfde plaats bij de effectieven kreeg toegewezen. Ze raakte echter niet verkozen.
Claes werd bij de verkiezingen van 26 mei 2019 verkozen als Vlaams Parlementslid op de lijst van de N-VA in de Kieskring Vlaams-Brabant met 10.260 voorkeurstemmen. Ook werd ze als deelstaatsenator naar de Senaat gestuurd. Als parlementslid ging ze zich bezighouden met sociaal beleid, werk en sociale economie. Ze bleef Vlaams Parlementslid en senator tot in juni 2024.
Bij de verkiezingen van juni 2024 kwam Claes opnieuw op voor de federale lijst van N-VA in Vlaams-Brabant. Ze kreeg de vijfde plaats op de lijst, maar werd niet verkozen. Enkele maanden later, in november 2024, werd ze door haar partij als gecoöpteerd senator opnieuw afgevaardigd naar de Senaat. Vanuit de hoedanigheid van senator ging ze tevens zetelen in de Parlementaire Assemblee van de Organisatie voor Veiligheid en Samenwerking in Europa (OVSE).
Claes woont in Schoonderbuken.